# Rydułtowy (gmina)

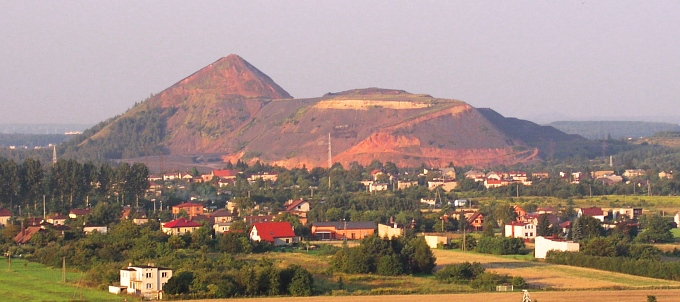
Hałda w Rydułtowach

Rydułtowy – dawna gmina wiejska istniejąca w latach 1945–1950 w woj. śląskim i katowickim (dzisiejsze woj. śląskie). Siedzibą władz gminy była wieś Rydułtowy (obecnie samodzielne miasto).
Jako gmina jednostkowa gmina Rydułtowy (1922–1928 jako gmina Rydułtowy Dolne) funkcjonowała za II Rzeczypospolitej w latach 1922–1939 w powiecie rybnickim w woj. śląskim. 26 października 1926 przyłączono do niej zniesione gminy jednostkowe Radoszowy Górne i Radoszowy Wielkie.
Gmina zbiorowa Rydułtowy powstała 1 grudnia 1945 i składała się z dwóch gromad: Rydułtowy i Pietrzkowice w powiecie rybnickim w woj. śląskim (śląsko-dąbrowskim). Według stanu z 1 stycznia 1946 gmina składała się z samych Rydułtów i przez to nie była podzielona na gromady;  sugeruje to połączenie obu gromad.
10 marca 1947 do gminy Rydułtowy włączono kolonię Nalas – część gromady Krzyżkowice w gminie Pszów.
6 lipca 1950 zmieniono nazwę woj. śląskiego na katowickie.
Jako gmina wiejska jednostka przestała istnieć z dniem 1 stycznia 1951 wraz z nadaniem Rydułtowom praw miejskich i przekształceniem jednostki w gminę miejską, przy jednoczesnym formalnym włączeniu do niej gminy Pietrzkowice.
27 maja 1975 Rydułtowy stały się częścią Wodzisławia Śląskiego w utworzonym w 1954 roku powiecie wodzisławskim, ponownie usamodzielniając się 1 stycznia 1992. Od 1999 r. obszar dawnej gminy należy do powiatu wodzisławskiego.